# Адамбеков, Ихлас
Ихла́с Адамбе́ков (каз. Ықылас Адамбеков; 1912—1941) — советский казахский поэт, писатель, журналист.

## Биография
Ихлас Адамбеков родился в 1912 году в ауле № 3 (ныне село Аксу-Аюлы Шетского района Карагандинской области). Происходит из подрода Коянчи-Тагай рода Каракесек племени Аргын. В возрасте 6 лет остался сиротой, воспитывался в каркаралинском детском доме. В 1929 году вступил в ряды комсомола. В 1934—1935 годах работал сотрудником молодёжной республиканской газеты «Лениншіл лет». В 1935—1938 годах учился в Казахском институте журналистики. В 1938—1939 годах работал ответственным секретарём в издательстве казахской художественной литературы.
После начала Великой Отечественной войны отправился на фронт. Служил разведчиком 857-го артиллерийского полка 316-й стрелковой дивизии. Принимал участие в Битве за Москву. Погиб 18 октября 1941 года (по другим данным — 26 октября) в бою за деревню Голубцы Волоколамского района Московской области.

## Творчество
В 1939 году был опубликован сборник «Достар жүрегі» («Сердца друзей»), в который вошли около 30 его стихов и текстов песен. Некоторые из этих стихотворений затем были переведены на русский язык и вошли в антологию казахской литературы «Песни степей», изданную в 1940 году в Москве. Произведения Ихласа Адамбекова вошли в сборник стихов казахских поэтов-фронтовиков «Походные песни», вышедший в 1943 году.

## Семья
- Жена — Шайза Кусаиновна Бекежанова — певица[4].
- Дочь — Хамар Ихласовна Адамбекова (р. 1941) — директор средней школы № 16 города Балхаш, депутат областного маслихата[3][5].

## Память
В краеведческом музее города Балхаша имеется уголок, посвящённый Ихласу Адамбекову. В балхашской средней школе № 16 находится стенд об Ихласе Адамбекове. В родном селе поэта установлена мемориальная доска. Имя Ихласа Адамбекова начертано на мраморной доске в здании Союза писателей Казахстана, посвящённой 25 казахским писателями, не вернувшимся с войны.